# Parus
Parus là một chi chim thuộc họ Bạc má.

## Các loài
Chi này gồm các loài sau:
| Hình ảnh | Tên khoa học     | Tên thông dụng                        | Phân bổ                                                                                   |
| -------- | ---------------- | ------------------------------------- | ----------------------------------------------------------------------------------------- |
|          | Parus major      | Bạc má lớn                            | châu Âu                                                                                   |
|          | Parus minor      | Bạc má Nhật Bản                       | Nhật Bản và Viễn Đông Nga                                                                 |
|          | Parus cinereus   |                                       | Tây Á qua Nam Á và Đông Nam Á                                                             |
|          | Parus monticolus | Bạc má lưng xanh hay bạc má bụng vàng | Bangladesh, Bhutan, Trung Quốc, Ấn Độ, Lào, Burma, Nepal, Pakistan, Đài Loan và Việt Nam. |

## Các loài hóa thạch
- Parus robustus (Pliocene of Csarnota, Hungary) [3]
- Parus parvulus (Pliocene of Csarnota, Hungary) [3]
- Parus medius (Pliocene of Beremend, Hungary) [3]